# Hiroyuki Kakudo
Hiroyuki Kakudō, (Fukuoka, 28 de septiembre de 1959) es un cineasta y escritor japonés.
Hiroyuki es un director independiente, asistente de dirección y escritor que ha participado en varias series, películas y novelas. Es conocido por dirigir la primera temporada de Digimon del estudio Toei Animation.
- Trabajos:
  - Aoki Densetsu Shoot!
  - Be-Bop High School
  - Black Jack
  - Demashita! Powerpuff Girls Z (Director)
  - Digimon Adventure (Director y escritor)
  - Digimon Adventure 02 (Director y escritor)
  - Digimon Tamers (Dirección y storyboard de los episodios 7, 15, 21, 29, 35, 42 y 50)
  - Digital Monster X-Evolution (Director y escritor)
  - Digimon Xros Wars
  - Digimon Ghost Game
  - Dragon Ball GT
  - Dragon Ball Super
  - Dragon Quest: Las Aventuras de Fly
  - Dragon Quest: Dai no Daibouken (2020)
  - Gegege no Kitarō
  - Hellsing
  - Jigoku Sensei Nube
  - Konjiki no Gash Bell!!
  - Magic User's Club
  - Magical Tarurūto-kun: Moero! Yuujou no Mahou Taisen (Director)
  - Okubyo na Venus (OVA) (Director)
  - One Piece
  - Mega Man: Upon a Star
  - Rokudenashi Blues 1993 (Director)
  - Serial Experiments Lain (Storyboard y CGI)
  - Slam Dunk (película 3) (Director)
  - Super Robot Wars Original Generation: Divine Wars (Director)
  - Sugarbunnies (Director)
  - Toriko
  - Transformers: Cybertron
  - World Trigger
  - Yu-Gi-Oh! (Director)
  - Zatch Bell!

-Otros trabajos:
Kakudō también se encargó de escribir las novelas de Digimon Adventure y participó en el desarrollo del videojuego de Digimon Adventure para PSP. Además, colaboró en Digimon World: Next 0rder y en Digimon Survive como director acústico, y en Digimon ReArise como supervisor. En Digimon Xros Wars estuvo a cargo, entre otros, del episodio 78, en el cual se reúnen los héroes principales de todas las temporadas siendo, hasta el momento, el episodio más visto de la historia de Digimon.